# Scottish Premier Division 1987-1988
La Scottish Premier Division 1987-1988 è stata la 91ª edizione della massima serie del campionato scozzese di calcio, disputato tra il 8 agosto 1987 e il 7 maggio 1988 e concluso con la vittoria del Celtic, al suo trentacinquesimo titolo.
Capocannoniere del torneo è stato Tommy Coyne (Dundee Utd) con 33 reti.

## Stagione

### Novità
In previsione di un ridimensionamento delle squadre partecipanti a 10 a partire dalla stagione successiva, è stato aumento a tre il numero di retrocessioni. Dalla Scottish First Division venne promossa una sola squadra.

### Formula
Le 12 squadre si affrontarono in match di andata-ritorno-andata-ritorno, per un totale di 44 giornate.

## Classifica finale
Fonte:
|       | Pos. | Squadra     | Pt | G  | V  | N  | P  | GF | GS  | DR  |
| ----- | ---- | ----------- | -- | -- | -- | -- | -- | -- | --- | --- |
|       | 1.   | Celtic      | 72 | 44 | 31 | 10 | 3  | 79 | 23  | +56 |
|       | 2.   | Hearts      | 62 | 44 | 23 | 16 | 5  | 74 | 32  | +42 |
| [ 3 ] | 3.   | Rangers     | 60 | 44 | 26 | 8  | 10 | 85 | 34  | +51 |
|       | 4.   | Aberdeen    | 59 | 44 | 21 | 17 | 6  | 56 | 25  | +31 |
| [ 4 ] | 5.   | Dundee Utd  | 47 | 44 | 16 | 15 | 13 | 54 | 47  | +7  |
|       | 6.   | Hibernian   | 43 | 44 | 12 | 19 | 13 | 41 | 42  | -1  |
|       | 7.   | Dundee      | 41 | 44 | 17 | 7  | 20 | 70 | 64  | +6  |
|       | 8.   | Motherwell  | 36 | 44 | 13 | 10 | 21 | 37 | 56  | -19 |
|       | 9.   | St. Mirren  | 35 | 44 | 10 | 15 | 19 | 41 | 64  | -23 |
|       | 10.  | Falkirk     | 31 | 44 | 10 | 11 | 23 | 41 | 75  | -34 |
|       | 11.  | Dunfermline | 26 | 44 | 8  | 10 | 26 | 41 | 84  | -43 |
|       | 12.  | Morton      | 16 | 44 | 3  | 10 | 31 | 27 | 100 | -73 |

Legenda:
      Campione di Scozia e qualificata in Coppa dei Campioni 1988-1989.
      Qualificata alla Coppa delle Coppe 1988-1989.
      Qualificata alla Coppa UEFA 1988-1989.
      Retrocesso in Scottish First Division 1988-1989.
Regolamento:
Due punti a vittoria, uno a pareggio, zero a sconfitta.
A parità di punti, le posizioni in classifica venivano determinate sulla base della differenza reti.

## Statistiche

### Squadra

#### Capoliste solitarie
|    | ——     | ——     | ——  | —— | —— | —— | ——     | ——     | ——  | ——     | ——     | ——     | ——     | ——     | ——     | ——     | ——     | ——     | ——     | ——     | ——     | ——     | ——     | ——     | ——     | ——     | ——     | ——     | ——     | ——     | ——     | ——     | ——     | ——     | ——     | ——     | ——     | ——     | ——     | ——     | ——     | ——     | ——     | —— |  |
|    | Celtic | Celtic | Abe |    |    |    | Hearts | Hearts |     | Hearts | Hearts | Hearts | Hearts | Hearts | Hearts | Hearts | Hearts | Hearts | Hearts | Hearts | Celtic | Celtic | Celtic | Celtic | Celtic | Celtic | Celtic | Celtic | Celtic | Celtic | Celtic | Celtic | Celtic | Celtic | Celtic | Celtic | Celtic | Celtic | Celtic | Celtic | Celtic | Celtic | Celtic |    |  |
|    |        |        |     |    |    |    |        |        |     |        |        |        |        |        |        |        |        |        |        |        |        |        |        |        |        |        |        |        |        |        |        |        |        |        |        |        |        |        |        |        |        |        |        |    |  |
|    |        |        |     |    |    |    |        |        |     |        |        |        |        |        |        |        |        |        |        |        |        |        |        |        |        |        |        |        |        |        |        |        |        |        |        |        |        |        |        |        |        |        |        |    |  |
| 1ª | 2ª     | 3ª     | 4ª  | 5ª | 6ª | 7ª | 8ª     | 9ª     | 10ª | 11ª    | 12ª    | 13ª    | 14ª    | 15ª    | 16ª    | 17ª    | 18ª    | 19ª    | 20ª    | 21ª    | 22ª    | 23ª    | 24ª    | 25ª    | 26ª    | 27ª    | 28ª    | 29ª    | 30ª    | 31ª    | 32ª    | 33ª    | 34ª    | 35ª    | 36ª    | 37ª    | 38ª    | 39ª    | 40ª    | 41ª    | 42ª    | 43ª    | 44ª    |    |  |